# Endre Tilli
Endre Tilli né le 15 août 1922 à Budapest et mort le 14 août 1958 à Shannon (Irlande), est un escrimeur et maître d'armes hongrois. Il a gagné deux médailles de bronze par équipe (fleuret), l'une aux Jeux olympiques d'Helsinki en 1952 et l'autre aux Jeux olympiques de Melbourne en 1956.

## Palmarès
- Jeux olympiques:
  -  médaille de bronze par équipe aux Jeux olympiques de Helsinki en 1952
  -  médaille de bronze par équipe aux Jeux olympiques de Melbourne en 1956[1]
- Championnats du monde:
  - Championnats du monde d'escrime 1955  médaille d'argent par équipe
  - Championnats du monde d'escrime 1957  médaille d'or par équipe